# Tengiz Amirejibi
Tengiz (Gizi) fill de Constantine Amirejibi (Tbilisi (Georgia), 30 de setembre, 1927 - Idem. 9 de març, 2013), fou un pianista georgià, artista honorat de Geòrgia (1961). Artista popular de Geòrgia (1982), guardonat amb el premi estatal, professor del Conservatori Estatal de Tbilisi i cap del departament especial de piano. Tengiz Amirejibi és l'educador de molts pianistes georgians, entre els quals hi ha més d'una vintena de premiats de prestigiosos concursos internacionals (Manana Doijashvili, Aleksandre Korsantia, Eliso Bolkvadze, M. Nadiradze, Tamar Licheli, Khatia Buniatishvili, etc.).

## Biografia
El 1950, es va graduar al Conservatori de Moscou (classes de K. Igumnov i L. Oborin). El 1951, al 3r Festival Mundial de la Joventut i Estudiants (a Berlín), Amirejib va rebre un certificat honorífic.
Després de completar el curs de postgrau del Conservatori de Tbilisi (departament de piano, directora Ana Tulaixvili), Amirejibi es dedica a la docència i al treball de concert. Va fer concerts a Rússia, Alemanya, Canadà, Polònia, Iugoslàvia, EUA. Les obres de Chopin ocupen un lloc especial en el seu repertori, la interpretació del qual mostra clarament la singularitat de la naturalesa artística del pianista.
El mèrit de Tengiz Amirejib també és important pel que fa a la interpretació de la música georgiana moderna; És el primer intèrpret de moltes obres per a piano georgians.

## Competència
El 2015, es va establir el Concurs Internacional de Piano Borjomi que porta el nom de Tengiz Amirejib.
La fundadora i directora artística del concurs és la destacada pianista georgiana Tamar Licheli. Les dues primeres competicions es van celebrar a tota Geòrgia, però l'interès per la competició i el gran nombre de participants van fer que la competició fos internacional.
Al llarg dels anys, els membres del jurat del concurs van ser músics de fama mundial com Liana Isakadze, Alexander Korsantia, Sergey Babayan i altres. El concurs es celebra en 4 categories d'edat. Hi poden participar ciutadans de qualsevol país del món d'entre 6 i 25 anys.

## Premis i reconeixements
- 1961 — Artista Honorat de la RSS de Geòrgia[2]
- 1982 — Artista popular de la RSS de Geòrgia|Artista popular de la RSS de Geòrgia[3]
- 1992 — Premi estatal de Geòrgia
- 1997 — Orde d'Honor (Geòrgia)[4]